# East Newark
East Newark é um distrito localizado no estado americano de Nova Jérsei, no Condado de Hudson.

## Demografia
Segundo o censo americano de 2000, a sua população era de 2377 habitantes.
Em 2006, foi estimada uma população de 2217, um decréscimo de 160 (-6.7%).

## Geografia
De acordo com o United States Census Bureau tem uma área de
0,3 km², dos quais 0,3 km² cobertos por terra e 0,0 km² cobertos por água.

## Localidades na vizinhança
O diagrama seguinte representa as localidades num raio de 8 km ao redor de East Newark.